# Johann Anton Tscharner

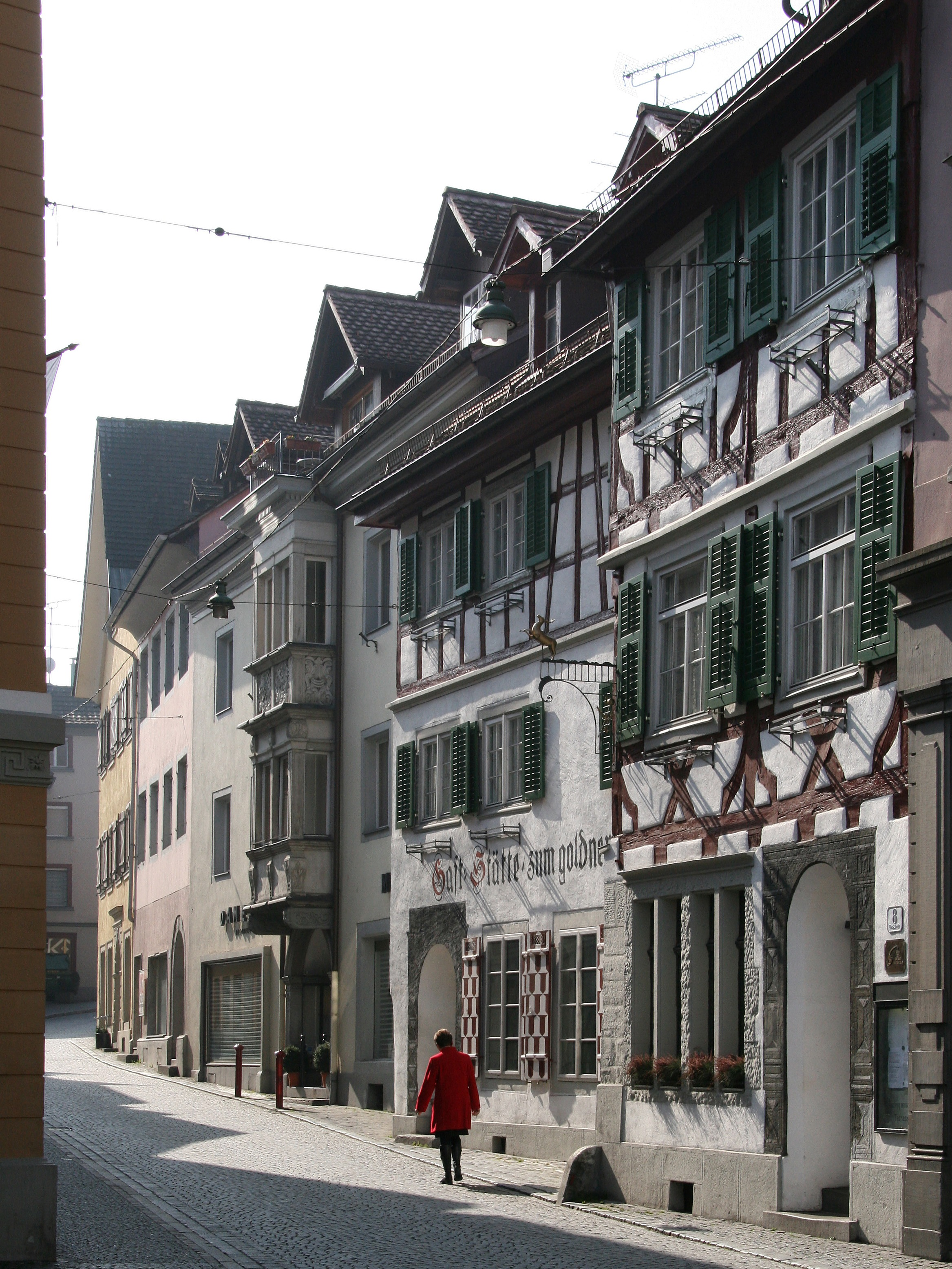
Bregenz, Kirchstraße 8

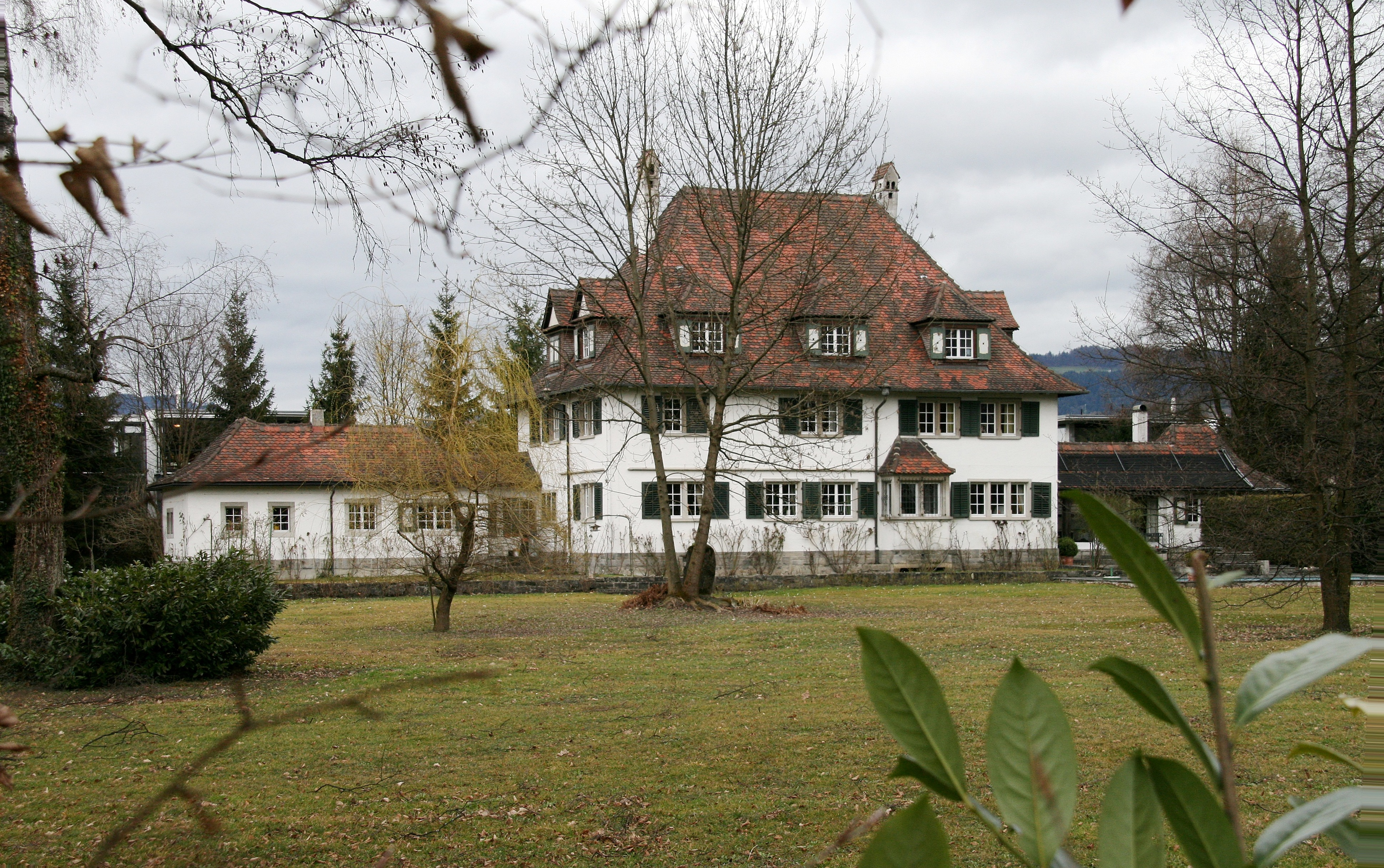
Dornbirn, Färbergasse 16

Johann Anton (von) Tscharner (* 13. September 1880 in Bern; † 16. September 1955 in Bregenz) war ein schweizerischer, aber vorwiegend in Österreich tätiger Architekt.

## Leben
Er wohnte mit seiner Frau Dora (geb. Merhart von Bernegg, 1885–1962) und der gemeinsamen Tochter Barbara (* 1916) in der Bregenzer Oberstadt. Tscharner prägte neben Willibald Braun die Architektur des Landes Vorarlberg in der Zwischenkriegszeit.

## Werke (Auswahl)
- Das dreigeschossige Gebäude Kirchstraße 8 in Bregenz besitzt einen Kern aus dem 16./17. Jahrhundert. Das Gasthaus wurde 1831 erweitert und 1926 erfolgte ein Umbau durch Johann Anton Tscharner.
- Für das Deuring Schlössle in Bregenz plante Tscharner den Innenumbau 1915
- Das Kameradschaftshaus und Badhaus bei der Kennelbacher Fabrik (ehem. Textilwerk Schindler) wurde 1938/39 durch Tscharner geplant und ebenso 1939 die Siedlung Kanalstraße Nr. 138–141.[3]
- In der Färbergasse 16 in Dornbirn liegt eine Fabrikantenvilla in unmittelbarer Nähe des Werkes Rohrbach. Sie wurde von Johann Anton Tscharner im nationalromantischen Stil erbaut zwischen 1939 und 1941.[4]
- In Hard, Landstraße Nr. 4, wurde 1936 von Tscharner ein Wohnhaus im Typus des Rheintalhauses errichtet.
- In der Burg Wolfurt wurden 1937 Umbauten nach Plänen von Tscharner begonnen – 1939 wurde das Gebäude durch Brand zerstört und es erfolgte 1940/41 ein Wiederaufbau in freigotisierenden Formen, abermals nach Plänen von Tscharner.